# Edward Mitchell Bannister
Edward Mitchell Bannister (ca. 1828-9 de enero de 1901) fue un pintor tonalista afrocanadiense. Como otros tonalistas, su estilo y sus temas predominantemente pastoriles procedían de su admiración por Millet y la escuela francesa de Barbizon.

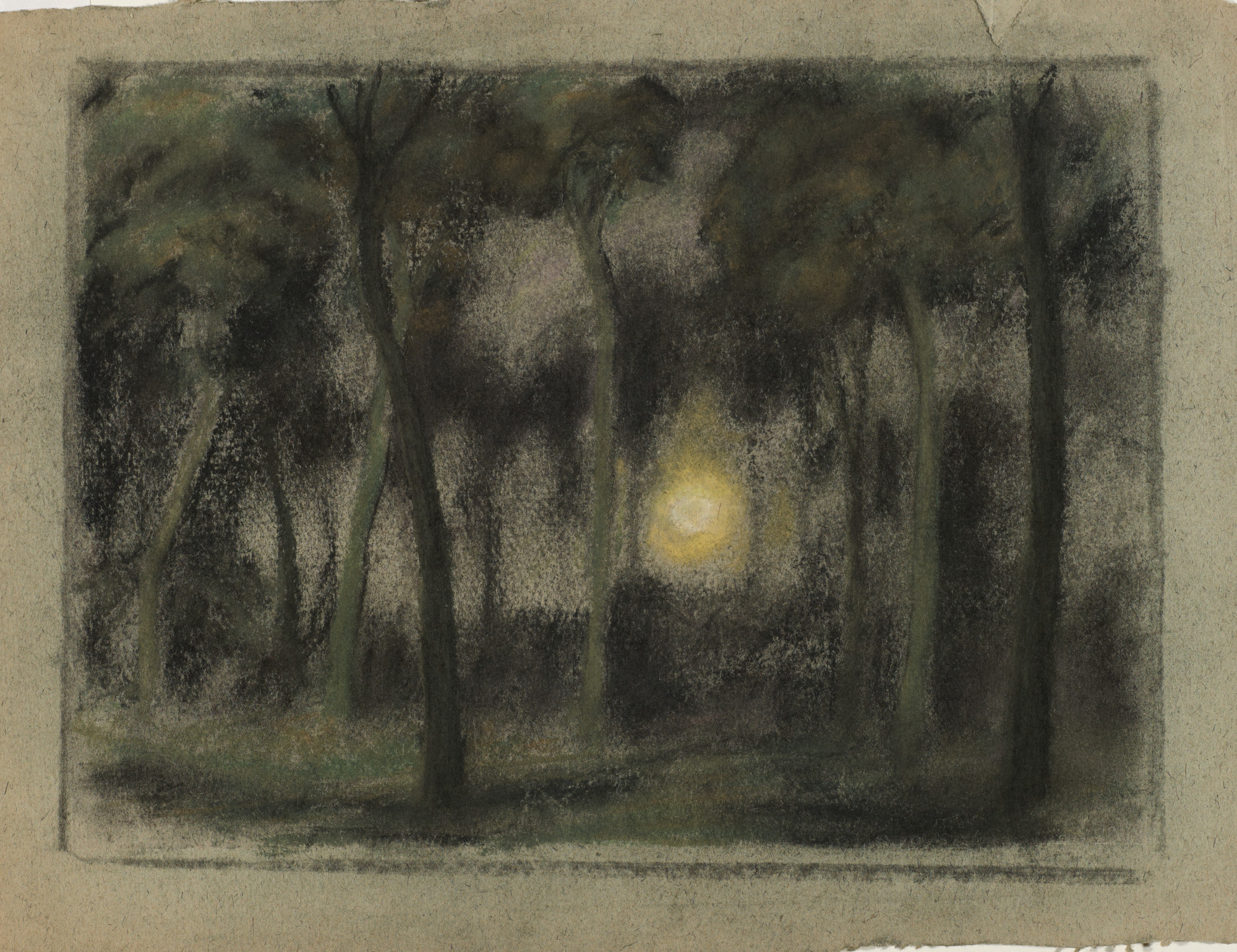
Edward Mitchell Bannister (Americano, 1828-1901). Sin título, ca. 1885. Museo de Brooklyn, 2011.

## Biografía

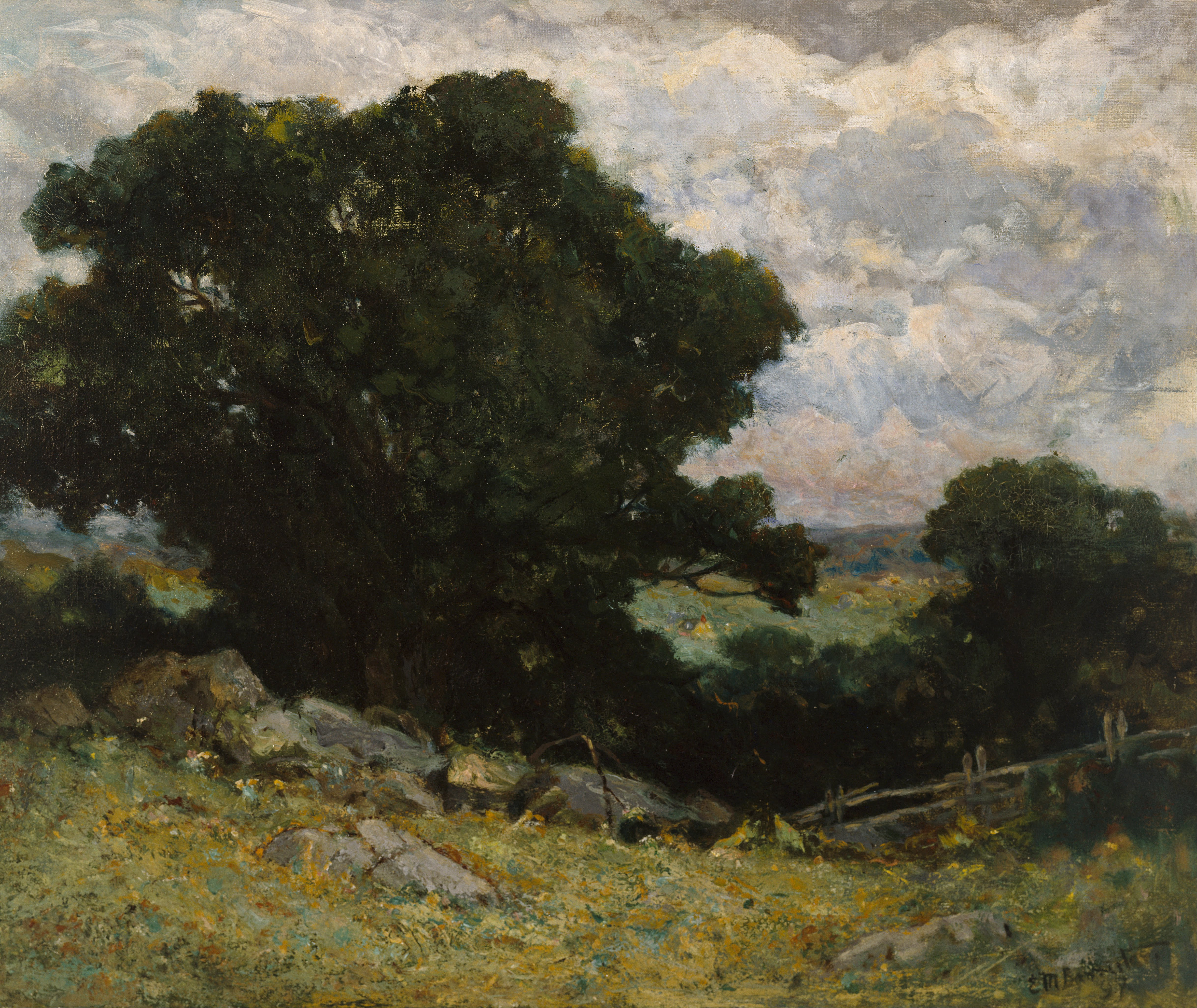
Paisaje

Nació en Saint Andrews, Nuevo Brunswick y se mudó a Nueva Inglaterra a finales de la década de 1840, donde permaneció durante el resto de su vida. Bannister era bien conocido en la comunidad artística de su hogar adoptivo de Providence, Rhode Island y admirado dentro del amplio mundo artístico de la Costa Este: ganó una medalla de bronce por su gran óleo "Bajo los Robles" en la Exposición Universal de Filadelfia de 1876. Sin embargo, cayó en el olvido durante cerca de un siglo por diversas razones, principalmente los prejuicios raciales. Bannister comenzó su carrera oficial como artista cuando un artículo en el 1867 New York Herald los menospreció tanto a él como a su trabajo, declarando que "... el negro aprecia el arte, pero es manifiestamente incapaz de producirlo". Antes de trabajar como pintor, Bannister trabajó como barbero y pintor de fotos. En la década de 1850, asistió a las conferencias dadas por D. William Rimmer, un escultor conocido por su precisión en la representación de la figura humana. En el transcurso de su carrera, Bannister recibió la influencia de las pinturas inspiradas en la escuela de Barbizon de William Morris Hunt, quien había estudiado en Europa y celebrado numerosas exposiciones públicas en Boston alrededor de la década de 1860.
Con el auge del movimiento por los derechos civiles en la década de 1970, su obra fue de nuevo reivindicada. En 1978, el Rhode Island College bautizó su Galería de Arte con el nombre de Bannister con la exposición: "Cuatro de Providence ~ Alston, Bannister, Jennings y Prophet". Numerosas figuras políticas del momento asistieron y se hicieron eco del acto, que recibió el apoyo del Rhode Island Comiee for Humanities y de la Sociedad Histórica de Rhode Island. Actos como este han conseguido que sus obras y su vida no hayan vuelto a ser olvidados. Aunque comprometido con la libertad y la igualdad de derechos de los afroamericanos, optó por no reflejar estas cuestiones en su trabajo, adoptando en su lugar una filosofía espiritual y un estilo expresivo individual que representaba la armonía y la libertad en un plano más universal.
Aunque es principalmente conocido por sus paisajes y marinas idealizados, Bannister también pintó retratos, escenas bíblicas y mitológicas y escenas costumbristas. Como intelectual autodidacta, sus gustos literarios fueron los típicos de un pintor victoriano culto, incluyendo a Spenser, Virgilio, Ruskin y Tennyson, de cuyas obras mucha de su iconografía tiene resonancia en los trabajos de Bannister. Su trabajo fue impresionante, a menudo reflejando la composición, el estado de ánimo y las influencias francesa de los pintores de la Escuela de Barbizon como Camille Corot, Jean-François Millet, y Charles-François Daubigny. Tuvo una cierta afinidad con el pensamiento de los pueblos nativos de América del norte, lo que se refleja en la espiritualidad de su trabajo. Progresivamente, su comprensión del color y de la mezcla del color mejoró, aumentando la calidad de su trabajo, que acabó adentrándose de pleno en territorio naturalista.
Murió de un ataque al corazón en 1901, mientras asistía a un acto religioso en su iglesia, la Elmwood Avenue Free Baptist Church. Está enterrado en el cementerio de North Burial Ground en Providence.

## Legado
La historiadora Anne Louise Avery está elaborando el primer Catálogo Razonado y una amplia biografía de las obras de Bannister.
La Galería E. M. Bannister del Rhode Island College se llama así en honor a Bannister.
A medida que su carrera se consolidó, Banister recibió muchas distinciones, varias de ellas de la Massachusetts Charitable Mechanics Association. Sus dos principales apoyos fueron su madre, que desde el principio fue el catalizador de su pasión por las artes, y su esposa Cristina, que también era activista. Los dos eran firmes partidarios de la abolición, y Christina participó en movilizaciones a favor de la igualdad de remuneración para los soldados negros durante la Guerra Civil. En 1880 un grupo de artistas profesionales, aficionados y coleccionistas de arte fundaron el Club de Arte de Providence (Providence Art Club) para estimular la apreciación del arte en la comunidad y entre ellos se encontraba Edward Mitchell Bannister. 

## Casa
La casa situada en el número 93 de Benevolent Street en Providence, donde Bannister vivió entre 1884 y 1899, fue propiedad de la Universidad de Brown hasta 2016. La Universidad renovó la propiedad y la restauró a su aspecto original, y fue vendida al Profesor Jeff Huang como parte del programa "Brown to Brown Home Ownership Program".

## Obras destacadas
- El chico del periódico [The newsboy] [Boston Newsboy] [Periódico Boy] (1869; óleo; 30 1/8 x 25 pulgadas; SAAM, Washington D .C.)[4]
- Escena de río (1883; Óleo sobre lienzo; Museo de Arte de Honolulu)
- Sabin Point, Bahía de Narragansett (1885; Óleo sobre lienzo; Gardner House, Providence, Rhode Island)
- Río Palmero (1885; Óleo sobre lienzo; Colección Privada)
- The farm landing. Óleo sobre Lienzo,1892, King Gallery of Fine Art.
- Luna sobre la bahía, Óleo sobre aglomerado. 1868, Museo Smithsoniano de Arte Americano.

## Galería

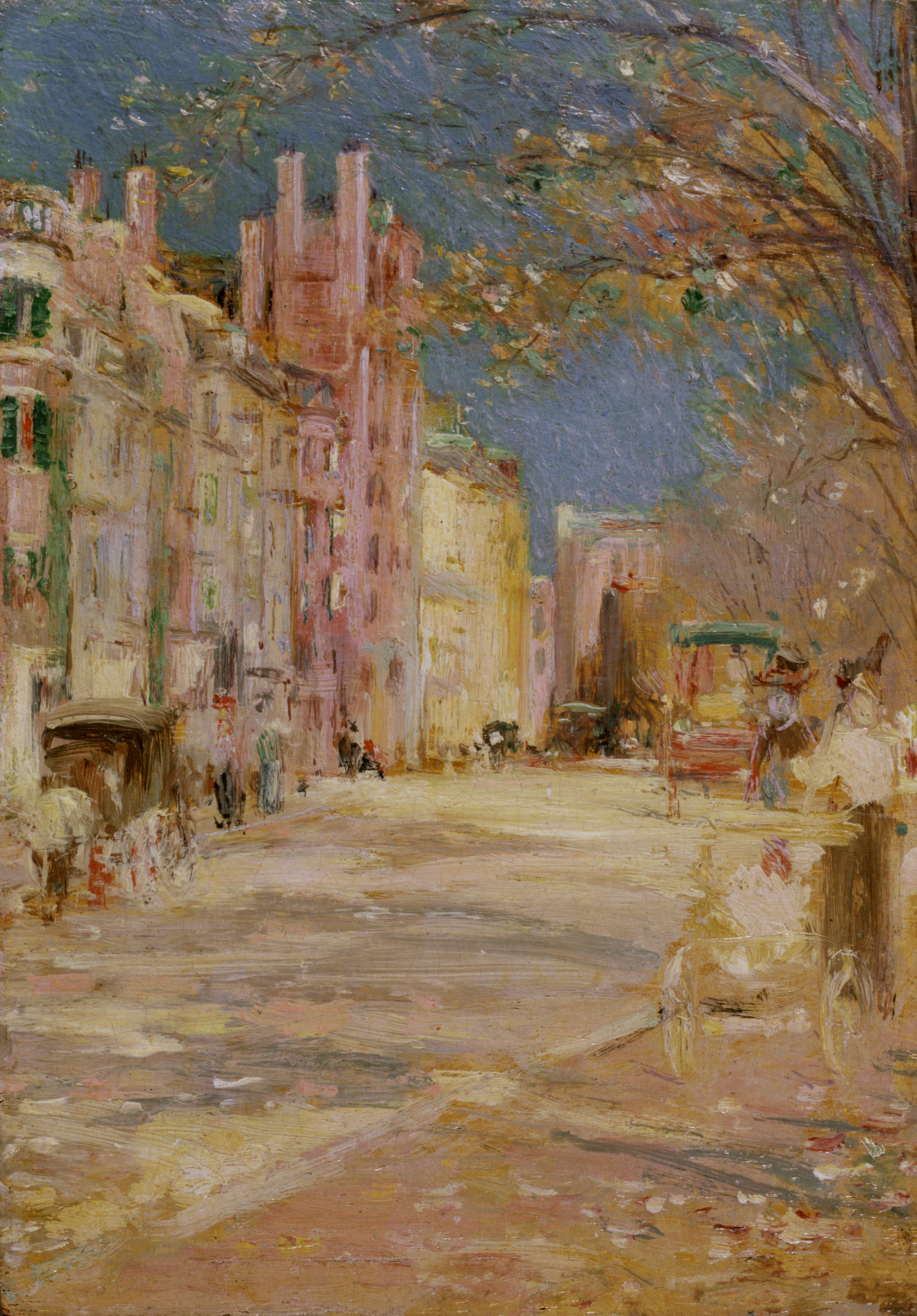
Escena de una calle en Boston (Boston Street Scene, Boston Common), (1898-99). The Walters Art Museum.
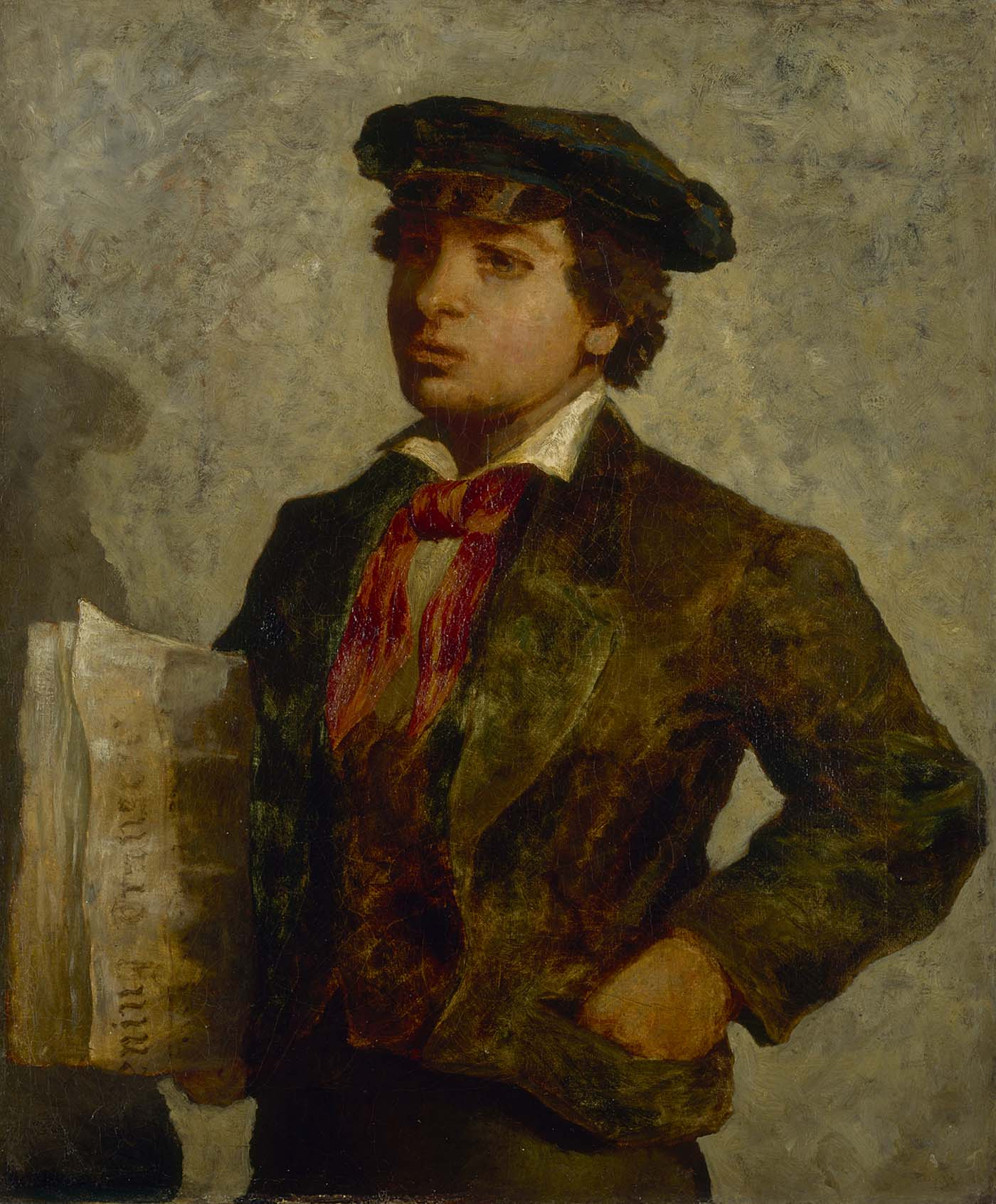
Newspaper Boy, 1869, Museo Smithsoniano de Arte Americano
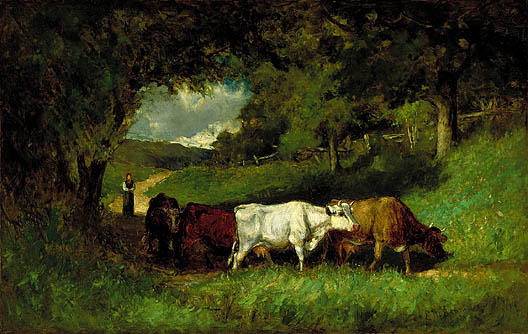
Llevando las vacas a casa (Driving home the cows), 1881, Museo Smithsoniano de Arte Americano
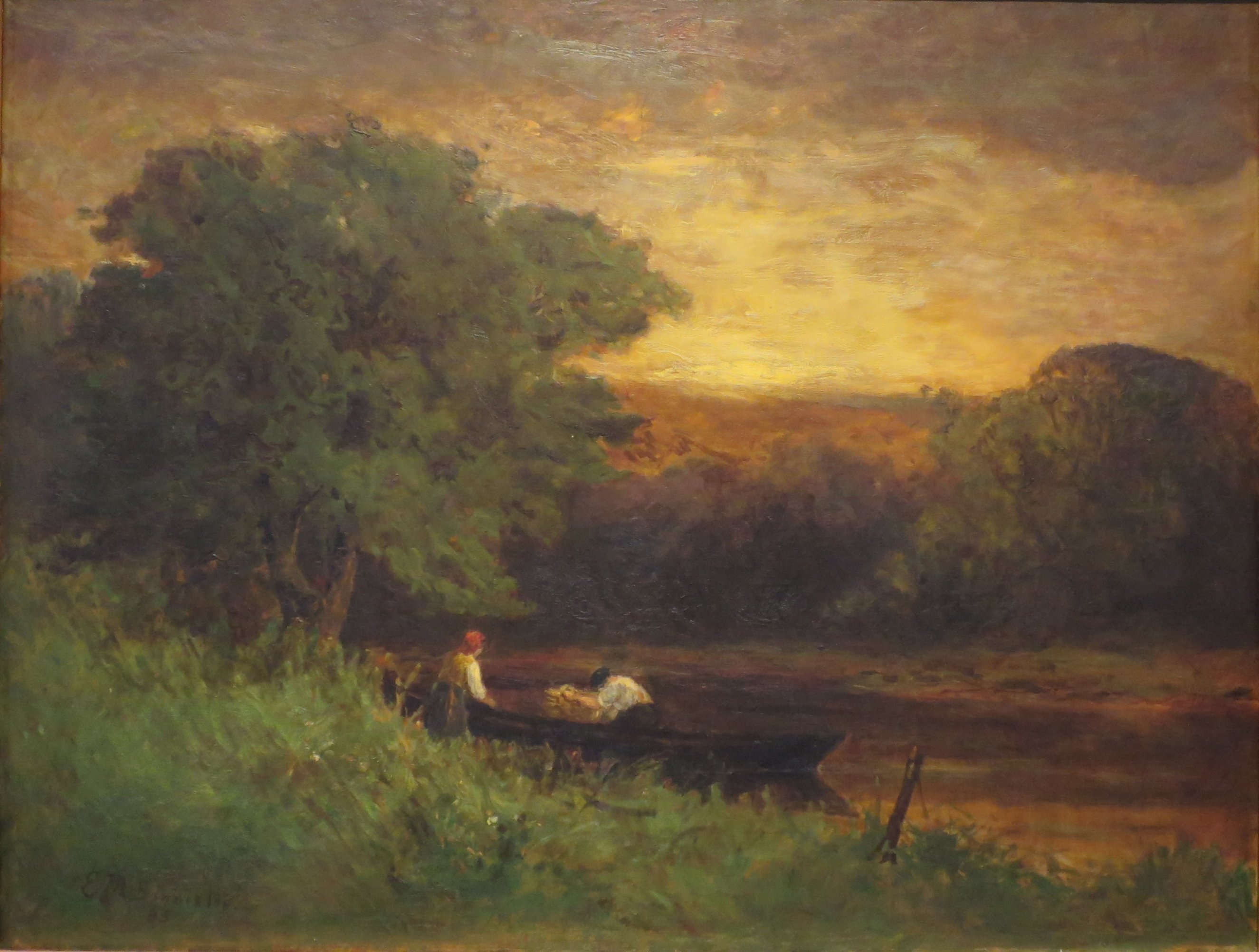
Escena de río, Edward Mitchell Bannister, 1883, óleo sobre lienzo, Museo de Arte de Honolulu
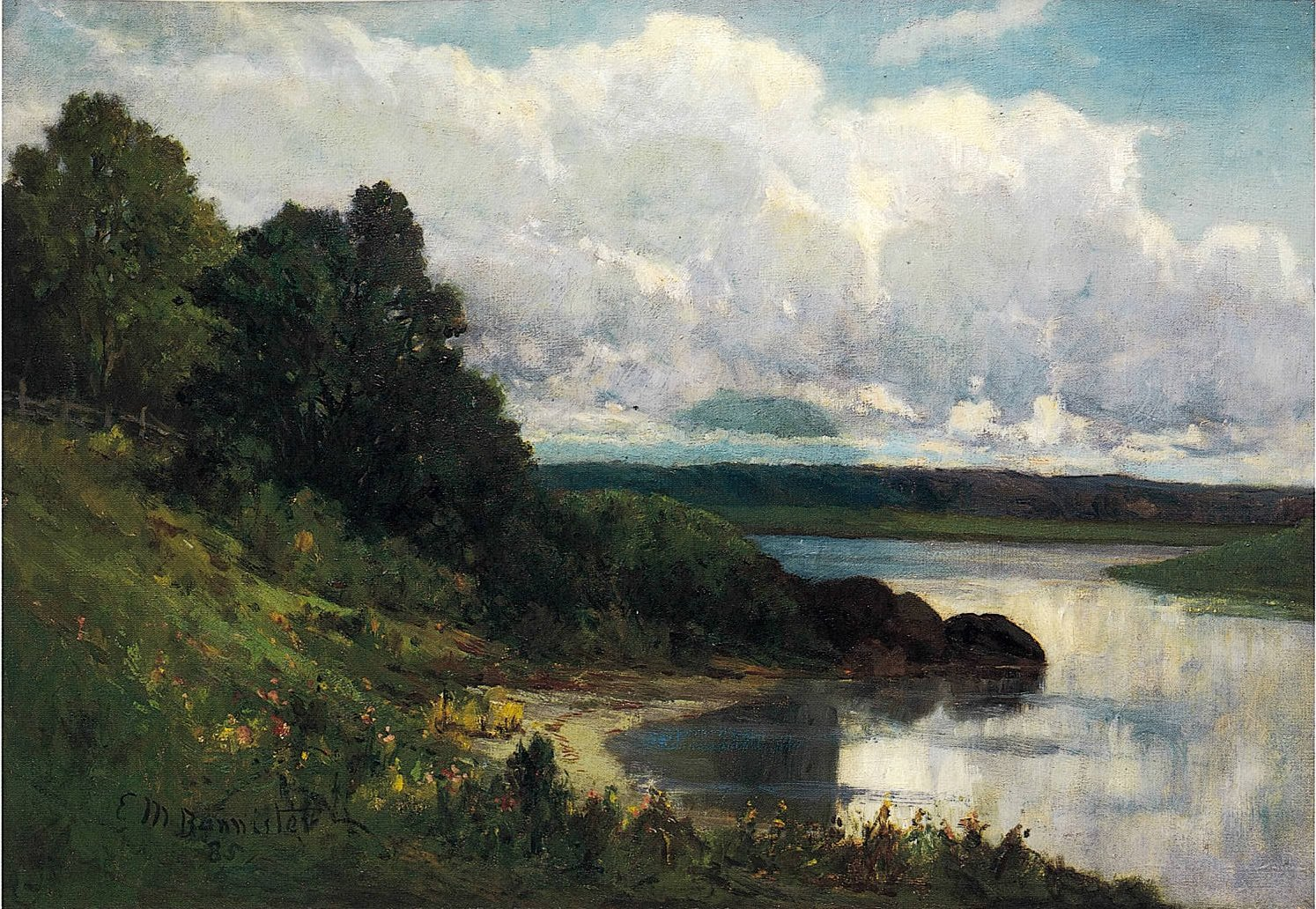
Río Palmer, 1885